# 애덤 존슨 (축구 선수)
애덤 존슨(Adam Johnson, 1987년 7월 14일 ~ )는 잉글랜드의 축구 선수이다.
원래 왼쪽 윙어이지만 오른쪽 윙어 역할도 수행할 수 있으며, 폭발적인 드리블 능력과 뛰어난 세트플레이 능력을 가지고 있다.
미들즈브러 유스 아카데미 중 성공작으로 평가받는 그는, 2005년 3월 최연소 동률인 17세의 나이로 UEFA컵 본선에서 스포르팅 CP와의 경기에 출전하기도 했다.
2010년 1월 이적시장을 통해 친정팀인 미들즈브러를 떠나 완전 이적으로 맨체스터 시티에 입단하였다. 기대주로 평가받았던 그는 맨체스터 시티로 이적한 이후 현란한 개인기와 화려한 실력을 뽐내면서 좋은 활약을 펼쳤다. 하지만 2011년 여름 사미르 나스리의 영입 이후에는 주로 후반 교체 멤버로 투입되었으며, 현재 성장이 정체되었다는 평가를 듣고 있다.
2011년 1월 2일 블랙풀과의 경기에서 전반 34분 결승골을 뽑아냈다.
2016년, 미성년자 성매매로 선덜랜드에서 방출당했으며, 6년 징역이 선고되었다.

## 수상
미들즈브러
- FA 유소년컵: 2003-04

맨체스터 시티
- 프리미어리그: 2011-12
- FA컵: 2010-11
- FA 커뮤니티 실드: 2012

선덜랜드
- 풋볼 리그 컵: 2013-14 준우승

잉글랜드
- UEFA U-21 축구 선수권 대회: 2009년 준우승

개인
- 프리미어리그 이달의 선수상: 2014년 1월